# Aurora Arrayales Sandoval
Aurora Arrayales Sandoval (Bamoa, Sinaloa, 1914-Mazatlán, Sinaloa, 23 de noviembre de 2011) fue una política mexicana, miembro del Partido Revolucionario Institucional (PRI). Fue diputada federal de 1958 a 1964, la primera mujer elegida a dicho cargo en el estado de Sinaloa.

## Biografía
Nació en la población de Bamoa, municipio de Guasave, Sinaloa. Realizó sus estudios básicos en Culiacán y Mazatlán, y luego en la Escuela Normal Superior de México, de donde egresó como maestra con especialidad en Educación de Niños con Deficiencia Mental y Menores Infractores. Tenía además, estudios de diplomado en Historia de México, siglo XIX y XX en la Universidad Iberoamericana.
Ejerció la docencia en varias escuelas de su estado, llegando a ser directora de la escuela Josefa Ortiz de Domínguez en Olas Altas, Mazatlán e involucrándose en las actividades sindicales en el Sindicato Nacional de Trabajadores de la Educación (SNTE), donde inició su carrera política.
Su primer cargo público fue regidora del ayuntamiento del municipio de Mazatlán y en 1958 fue postulada candidata del PRI a diputada federal por el Distrito 4 de Sinaloa. Fue elegida a la XLIV Legislatura que ejerció el Poder Legislativo de 1958 a 1964. Aurora Arrayales fue la primera mujer en ser postulada y elegida diputada federal en Sinaloa. En la Cámara de Diputados presidió la comisión de Acción Social y fue vicepresidenta de la mesa directiva; y en 1959 fue la primera mujer diputada en proponer un punto de acuerdo a la misma, sobre la revisión de los artículo 3 y 123 de la Constitución, y luego, en conjunto con otras siete diputadas, propusieron por primera vez una iniciativa del ley.
Paralelamente a la diputación, a partir de 1959 y hasta 1964 fue directora nacional femenil del comité ejecutivo nacional del PRI. Posteriormente fue diputada a la XLIV Legislatura del Congreso del Estado de Sinaloa por el distrito de Mazatlán y fue la primera mujer en presidir el Congreso Local. Fundó y dirigió una casa hogar para menores infractores en Mazatlán. 
En 1964 fue nombrada jefa nacional de Prestaciones Sociales del Instituto Mexicano del Seguro Social, y entre 1970 y 1975 ejerció el mismo cargo en el Instituto de Seguridad y Servicios Sociales de los Trabajadores del Estado, en donde impulsó los servicios de tiendas, velatorios y guarderías infantiles. En 1976 fue nombrada delegada en Xochimilco, por el entonces jefe del departamento del Distrito Federal, Carlos Hank González, pero solo permaneció en el cargo hasta 1978.
En distintas oportunidades entre 1972 y 1981 representó a México como ponente en reuniones internacionales sobre prevención del delito y trato a los delincuentes, en Países Bajos, Ecuador y Venezuela. En 2007, fundó en su estado la «Asociación Política Femenil Aurora Arrayales», que presidió hasta su fallecimiento en Mazatlán, el 23 de noviembre de 2011 a la edad de 93 años.